# NGC 1024
NGC 1024 is een spiraalvormig sterrenstelsel in het sterrenbeeld Ram. Het hemelobject werd op 18 september 1786 ontdekt door de Duits-Britse astronoom William Herschel.

## Synoniemen
- PGC 10048
- UGC 2142
- MCG 2-7-20
- ZWG 439.22
- Arp 333
- IRAS02365+1037